# ولاية الواحدي في بير علي

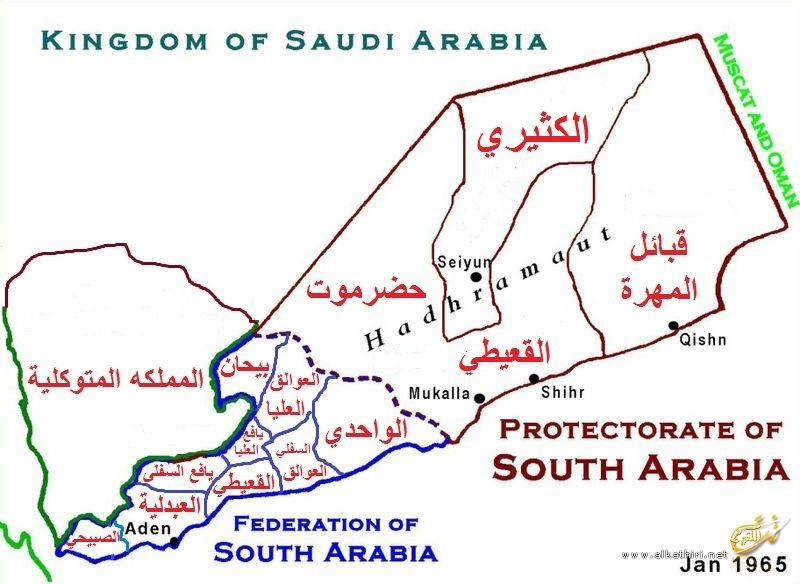
خريطة قبائل سلاطين اليمن الجنوبي.

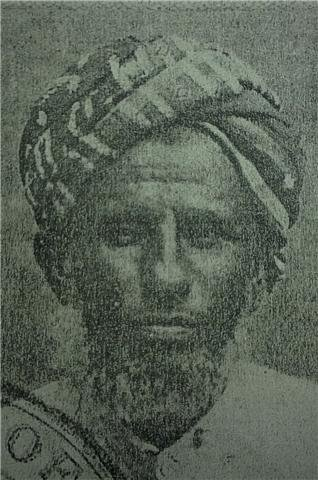
السلطان ناصر بن طالب الواحدي أحد سلاطين بير علي

ولاية الواحدي في بير علي هي إحدى الولايات في السلطنة الواحدية في محمية عدن البريطانية ومحمية الجنوب العربي. عاصمتها بير علي. آخر حكامها علوي بن صالح بن أحمد الواحدي حيث ألغيت السلطنة عام 1967 عند تأسيس جمهورية اليمن الديمقراطية الشعبية التي هي الآن جزء من الجمهورية اليمنية.